# 오재성
오재성(1955년 3월 16일 ~ )은 대한민국의 배우 겸 무술가이다.

## 경력
- 1995년 ~ 국제액션대차력협회 대표
- 2004년 ~ 2006년 전남과학대학 명예교수
- 2009년 대한차력무술연맹 대표
- 2009년 세계차력무술총연맹 대표

## 출연

### 방송

#### 드라마
- 1997년 KBS 2TV 《파랑새는 있다》 - 오복성 역

#### 기타
- 2020년 ~ 유튜브 《오재성 TV》

### 영화
- 1983년 《소림과 태극문》 - 사부 지연 스님 역
- 1989년 《노란 집》
- 1992년 《황제 오작두》
- 2001년 《선물》

### 공연

#### 연극
- 2000년 《맨홀 추락 사건》
- 2003년 《차력사와 아코디언》

## 제작

### 영화
- 1992년 《겨울 미리내》 - 무술팀